# Pietre runiche di Aspa

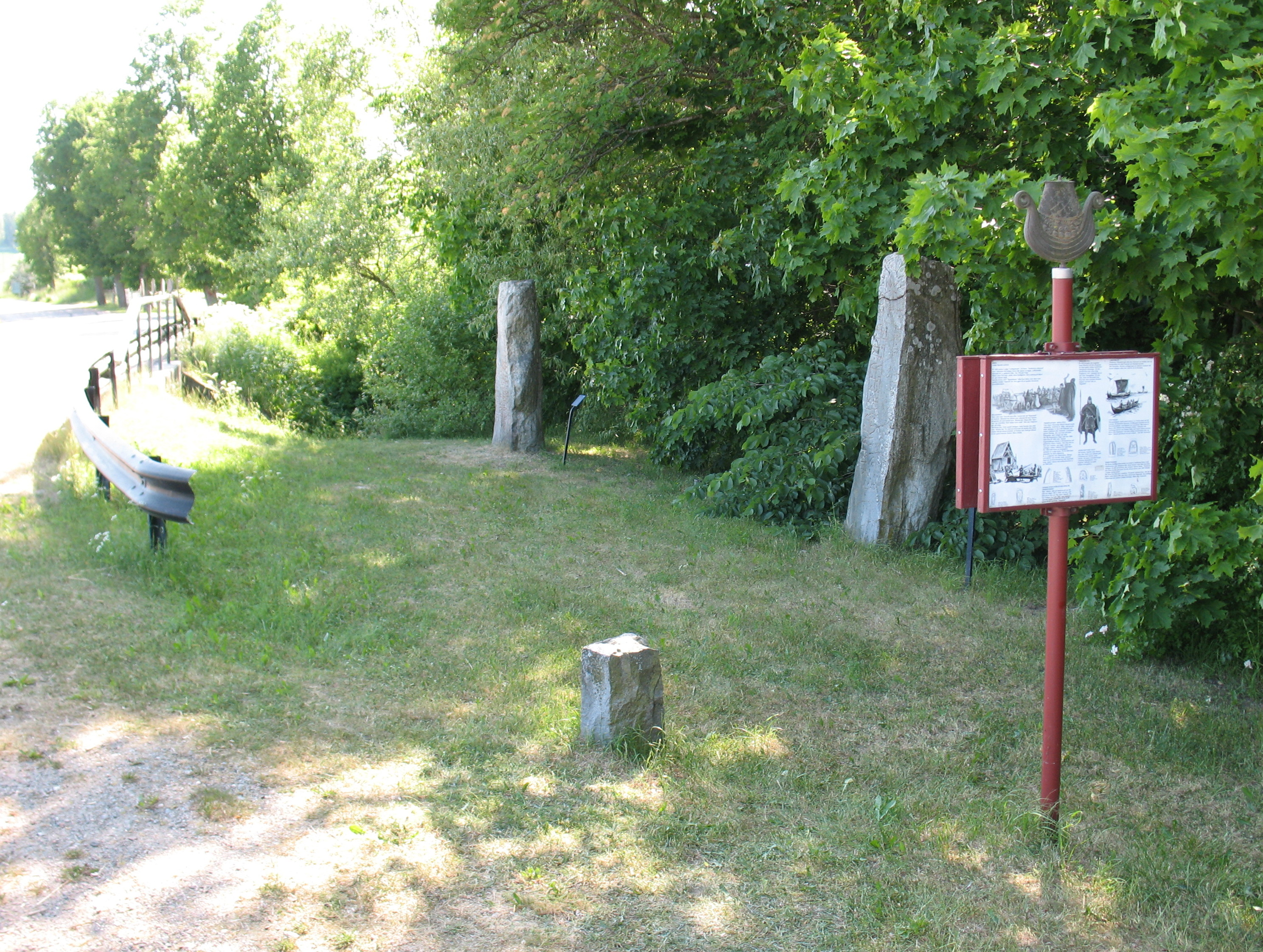
Sö Fv1948;289 e Sö 141 presso il ponte di Aspa

Le pietre runiche di Aspa sono quattro pietre runiche situate ad Aspa, circa sei chilometri a nord di Runtuna, Södermanland, Svezia, dove una strada incrocia un torrente fin dalla preistoria. Una delle pietre, la Sö Fv1948;289, è la più antica fonte sopravvissuta scandinava che cita il regno di Svezia assieme alla DR 344 ed alla DR 216. Un'altra pietra, la Sö 137, è stata eretta in memoria di un vichingo che visse ad ovest.

## Tingshögen ed Eriksgata
Aspa era la sede del thing locale, chiamato Tingshögen, ed il re neoeletto vi si recava durante il suo Eriksgata. L'Eriksgata era il tradizionale viaggio che il nuovo re medievale svedese faceva in tutte le principali province dell'impero, in modo da far confermare la propria elezione ai vari thing. La vera elezione avveniva presso la Pietra di Mora in Uppland. Le altre pietre che secondo la tradizione sarebbero legate all'Eriksgata sono la U 793 di Ulunda e la Vg 4 di Stora Ek. In origine vi erano numerose pietre erette a Tingshögen, ma oggi ne restano solo poche, ed alcune di esse sono state ritrovate dopo essere state usate come materiale da costruzione.

## Sö Fv1948;289

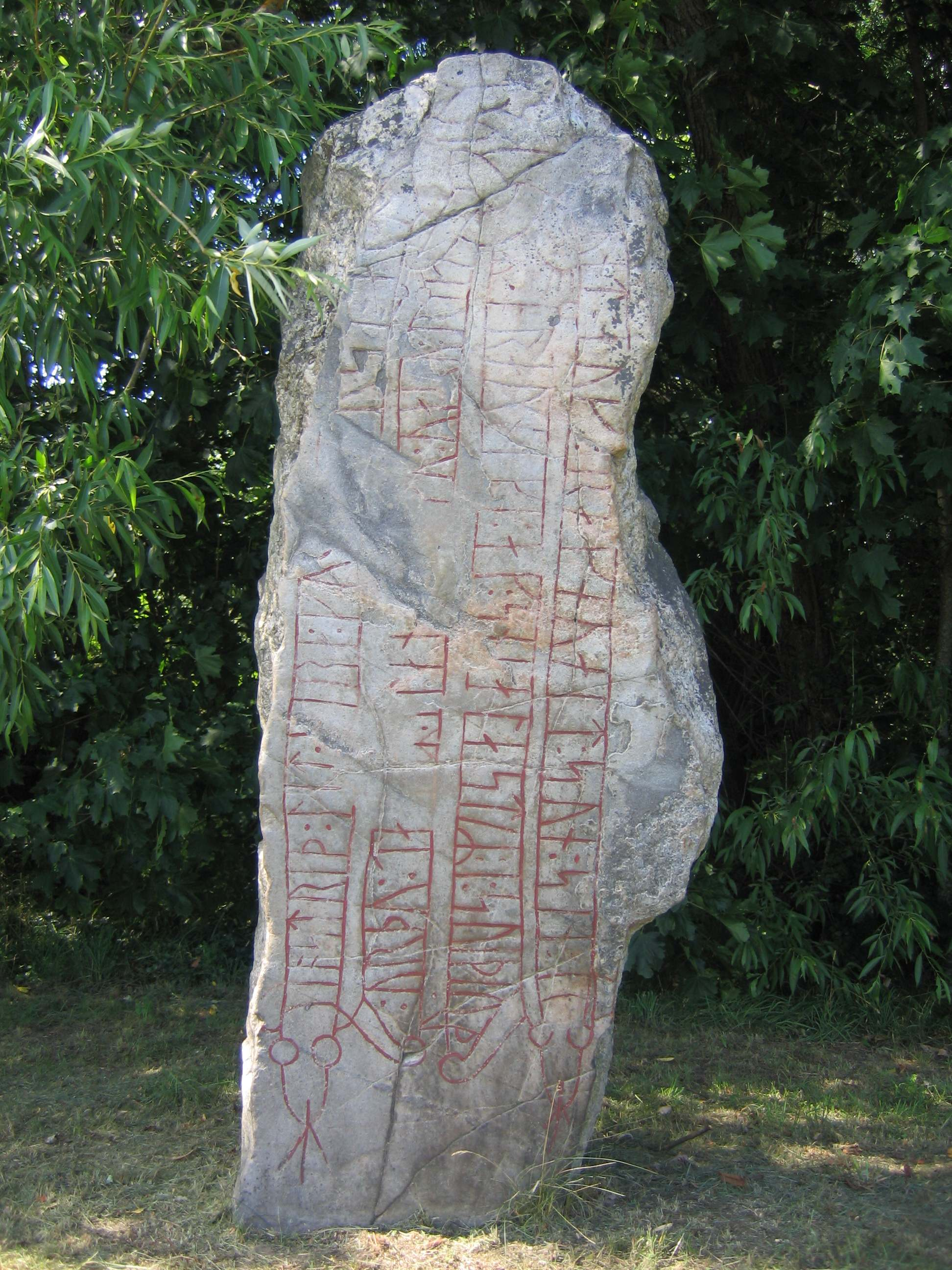
Pietra runica Sö Fv1948;289.

L'iscrizoine su questa pietra consiste di colonne contornate di testo tra bande che terminano in teste di serpente, e potrebbero indicare l'influenza delle prime iscrizioni danesi sulle pietre svedesi decorate. Questa pietra granitica, alta 2,07 metri, è scolpita in stile Fp. Fu eretta in memoria di due uomini morti in Danimarca. Il testo runico dice che fossero i più abili di Svezia. La pietra fu rinvenuta nel 1937 durante during scavi edili vicino ad un ponte, e fu portata vicino alla Sö 141. In origine la pietra si trovava probabilmente presso il Tingshögen, ed in seguito spostata per essere usata nel ponte.
Il Rundata di questa iscrizione, Sö Fv1948;289, fa riferimento all'anno ed al numero di pagina dell'edizione del Fornvännen in cui la pietra fu descritta la prima volta.

### Iscrizione

#### Traslitterazione in latino
ostriþ : lit : -ira : ku(m)... ...usi ÷ at : anunt ÷ auk : raknualt : sun : sin ÷: urþu : ta...R : - (t)an...-...(k)u : ua-u : rikiR : o rauniki : ak : snialastiR : i : suiþiuþu

#### Trascrizione in norreno
Astrið let [g]æra kum[bl þa]usi at Anund ok Ragnvald, sun sinn. Urðu da[uði]R [i] Dan[mar]ku, va[R]u rikiR a Rauningi ok sniallastiR i Sveþiuðu.

#### Traduzione in inglese
Astrid had this memorial made after Anund and Ragnvald, her son. (They) died in Denmark, were powerful in Rauningi and the ablest in Sweden.

#### Traduzione in italiano
Astrid fece costruire questo memoriale per Anund e Ragnvald, suoi figli. (Essi) morirono in Danimarca, furono potenti a Rauningi ed i più abili di Svezia.

## Sö 136
La pietra Sö 136 fu documentata durante lo studio delle pietre condotto alla fine del XVII secolo, ma fu in seguito persa. L'iscrizione è conosciuta grazie alle registrazioni del tempo. È classificata come stile Pr1.

### Iscrizione

#### Traslitterazione in latino
[: suain : iuk : sluia * þaiR : raisþu : ---... ... ...-nu * at : faþur : sin : hirsi * uksniauin ian uas : unt hifni bistr]

#### Trascrizione in norreno
Svæinn ok Sloði(?) þæiR ræisþu ... ... ... at faður sinn, hærsi(?) hugsniallan(?). Hann vas und hifni bæztr.

#### Traduzione in inglese
Sveinn and Slóði(?), they raised ... ... ... in memory of their father, an able-minded(?) chieftain(?) He was the best under heaven.

#### Traduzione in italiano
Sveinn e Slóði(?), essi eressero ... ... ... in memoria del loro padre, un intelligente(?) capo(?) Egli fu il migliore sotto al paradiso

## Sö 137

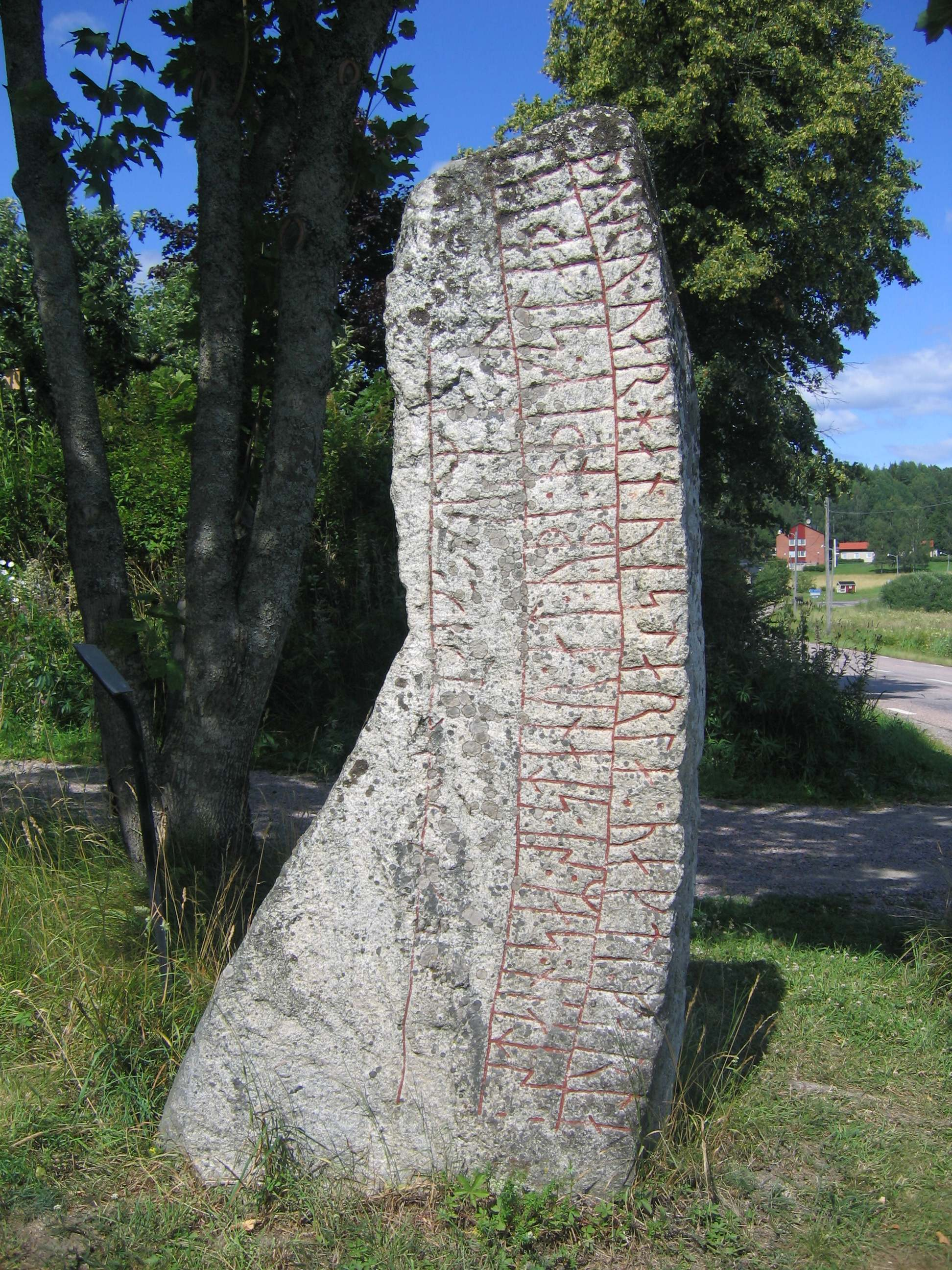
Lato B della Sö 137

Questa pietra in granito, alta 2 metri, è classificata in stile RAK. Fu incisa sia con rune del fuþark recente che con altri stili misti. La Sö 137 viene anche considerata una delle Pietre runiche vichinghe. L'iscrizione runica enfatizza il fatto che la pietra si trovava in origine presso il Tingshögen.

### Iscrizione

#### Trslitterazione in latino
A þura : raisþi : stin : þ--si at : ubi : buanti : sin
B : stain : saR:si : stanr : at : ybi : o þik*staþi : at ¶ : þuru : uar : han : uestarla : uakti : karla ¶ [sa þar] * sunr þaþ * raknasuatau(k)i(f)maR[sua]

#### Trascrizione in norreno
A Þora ræisþi stæin þ[ann]si at Øpi, boanda sinn.
B Stæinn saRsi standr at Øpi a þingstaði at Þoru ver. Hann vestarla væknti(?) karla, sa þaR sunR það. ...

#### Traduzione in inglese
A Þóra raised this stone in memory of Œpir, her husbandman.
B This stone stands in memory of Œpir, on the Assembly-place in memory of Þóra's husband. He armed(?) (his) men in the west. The son saw this there ...

#### Traduzione in italiano
A Þóra eresse questa pietra in memoria di Œpir, suo marito.
B Questa pietra esiste in memoria di Œpir, sul luogo dell'assemblea in memoria del marito di Þóra. Egli armò(?) (i suoi) uomini nell'ovest. Il figlio vide questo là...

## Sö 138

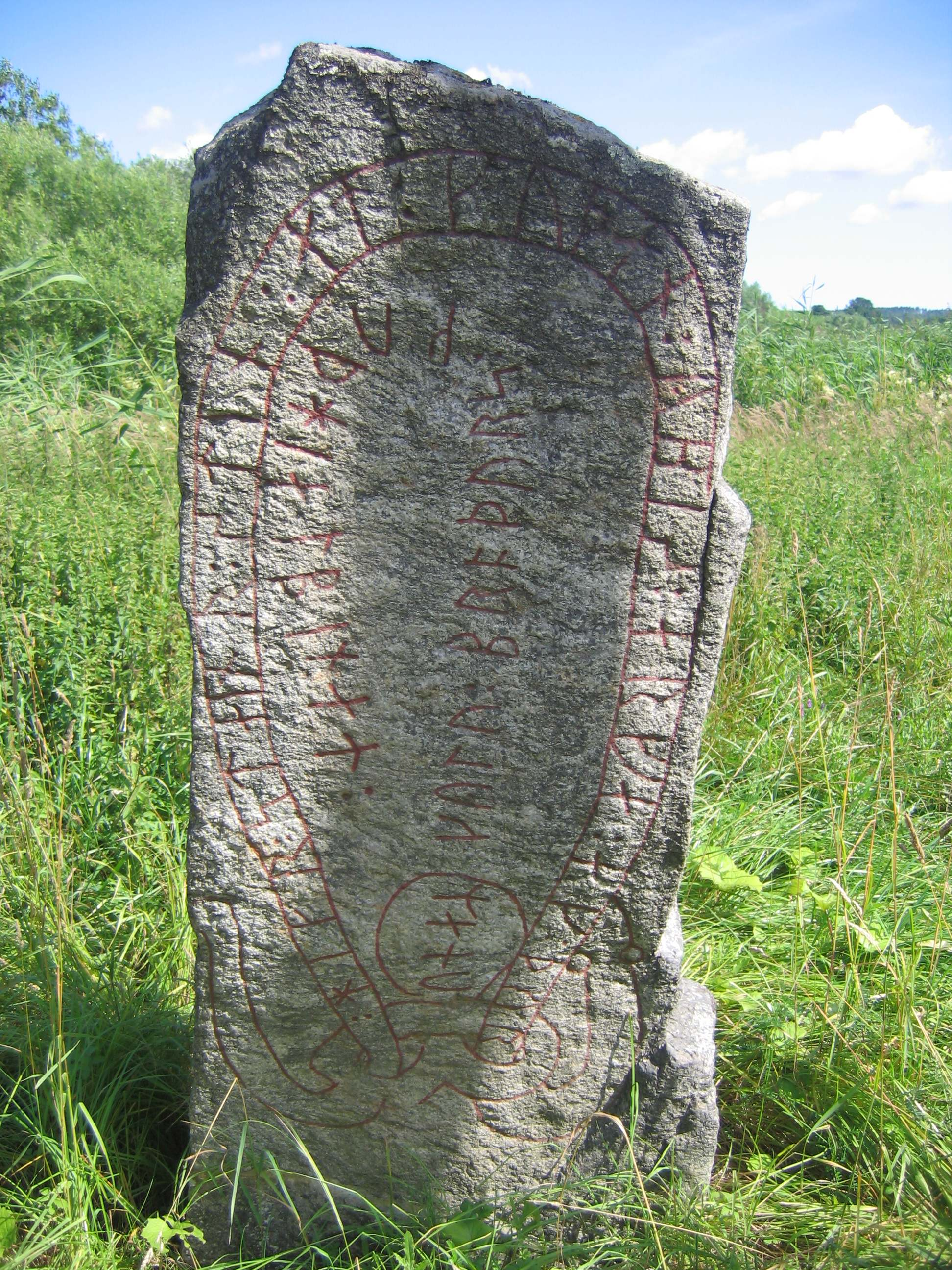
Sö 138

Questa pietra in granito, alta 2,1 metri, è in stile Fp. Simile alla Sö 138, il suo testo è scritto al presente, e probabilmente si trovava presso il Tingshögen.

### Iscrizione

#### Traslitterazoine in latino
: hiar : stainr : stin : at : kuþan : ybis : arfa : ak : þurunaR kylu : broþurs : kuþ hialbin : at :

#### Trascrizione in norreno
Hier stændr stæinn at goðan Øpis arfa ok ÞorunnaR, Gyllu broðurs. Guð hialpin and.

#### Traduzione in inglese
Here stands the stone in memory of Œpir's and Þórunnr's good heir, Gylla's brother. May God help (his) spirit.

#### Traduzione in italiano
Qui giace la pietra in memoria del buon erede di Œpir e Þórunnr, fratello di Gylla. Possa Dio aiutare (il suo) spirito

## Sö 141

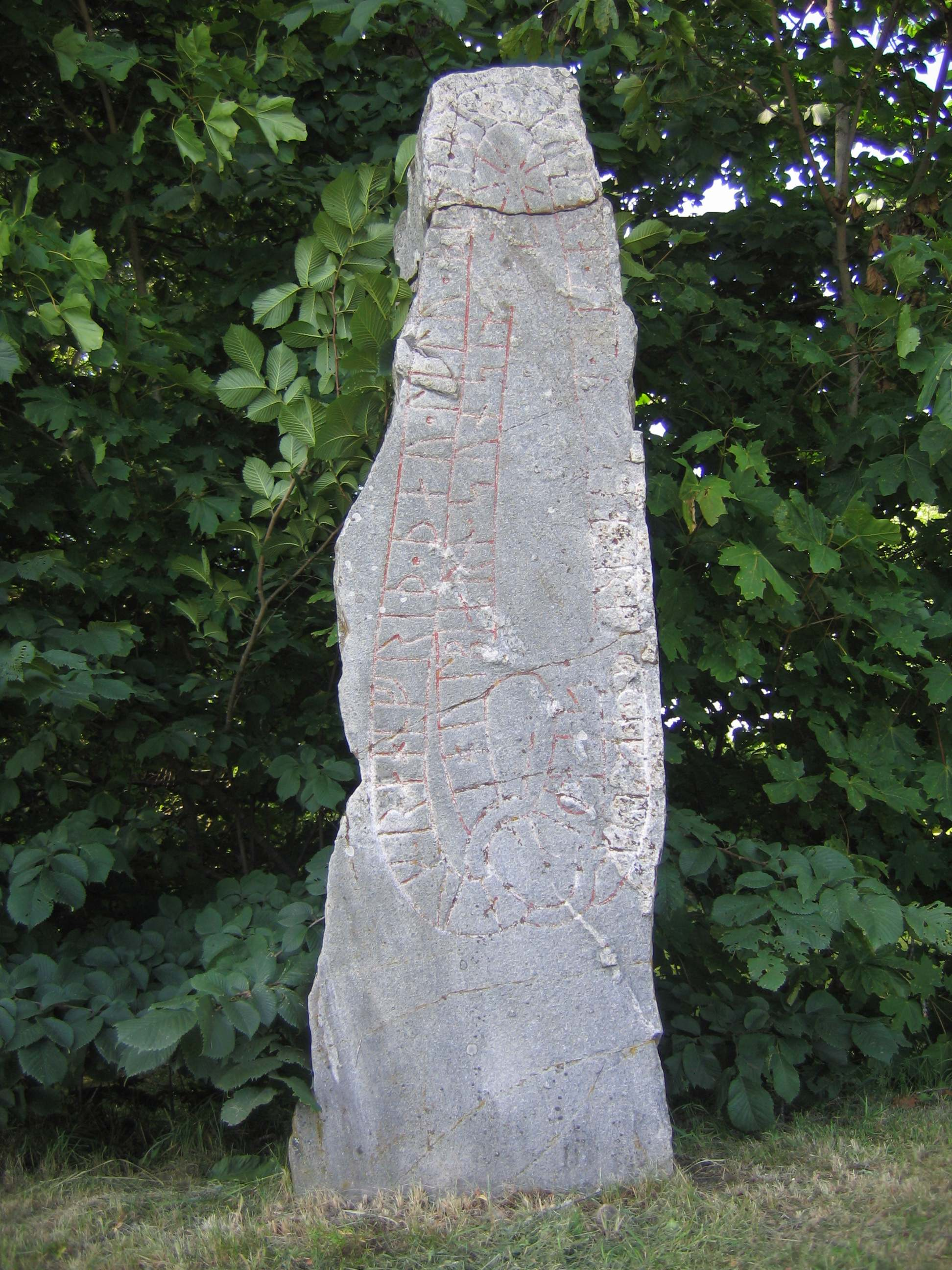
Sö 141

Questa pietra in granito fu eretta da due genitori in memoria del figlio, ed ha una croce cristiana vicino alla cima dell'iscrizione. Il riferimento alla costruzione del ponte nel testo runico, è abbastanza comune nelle pietre erette in questo periodo. Alcuni sono riferimenti cristiani alle anime che passano il ponte verso l'aldilà. In questo periodo la Chiesa cattolica sponsorizzava la costruzione di strade e ponti tramite l'uso di indulgenze in cambio dell'intercessione della Chiesa per le anime dei defunti. Vi sono molti esempi di queste pietre dedicate ai ponti fin dall'XI secolo, comprese le Sö 101, la U 489, e la U 617.

### Iscrizione

#### Traslitterazione in latino
sloþi auk * rahnfriþ * þau * litu * biþi * bro * k(i)ara * a... * (s)...in * ra-(s)n * eftiR ihulbiarn * sun sin *

#### Trascrizione in norreno
Sloði ok Ragnfriðr þau letu baði bro gæra o[k] s[tæ]in ræ[i]sa æftiR Igulbiorn, sun sinn.

#### Traduzione in inglese
Slóði and Ragnfríðr, they both had the bridge made and the stone raised in memory of Ígulbjôrn, their son.

#### Traduzione in italiano
Slóði e Ragnfríðr, essi fecero costruire ilm ponte ed erigere la pietra in memoria di Ígulbjôrn, loro figlio.